# Золотой гусь (фильм)
«Золотой гусь» (нем. Die goldene Gans) — восточногерманский художественный музыкальный фильм-сказка студии «DEFA» по мотивам одноимённой сказки братьев Гримм. Премьера — 25 сентября 1964 года.

## Сюжет
Трое братьев — Кунц, Франц-неудачник и Клаус — живут в небольшой сапожной мастерской, доставшейся им от отца по наследству. Старшие братья — Кунц и Франц — мечтают бездельничать, а младший Клаус занимается тем, что чинит сапоги бедным жителям королевства. За это старшие братья прозывают Клауса «Глупцом».
Однажды Кунц идёт в лес рубить дрова и берёт с собой пирог и вино. Там он встречает старушку, собирающую хворост, которая просит поделиться с ней глотком вина и куском пирога, потому что она уже долгое время мучается голодом и жаждой. Но старший брат лишь прогоняет её. За это он получает топором по руке. Вскоре в лес идёт средний брат. Он также берёт с собой вино и омлет. Ему тоже встречается старушка, но он отказывает ей и в наказание получает топором по ноге. В итоге рубить дрова посылают «Глупца» и дают ему с собой хлеб и воду. Клаусу также встречается старушка, и парень охотно делится с ней едой. Но вместо воды он обнаруживает в бутылке вино, а вместо хлеба — омлет. После перекуса Клаус чинит её корзину. В благодарность бабушка советует ему срубить вековой дуб, под чьими корнями он найдёт то, что ему нужно. После этого она исчезает.
Клаус срубает дуб, и в его корнях обнаруживает золотого гуся. Парень берёт его под мышку, и вдруг встречает двух сестёр — Лиз и Грет. Желая взять золотое пёрышко для себя и сестры, Лиз дотрагивается до гуся, но тут же прилипает к нему. То же самое происходит и с Грет. Клаус решает пойти в трактир, хозяином которого является отец сестёр. Но там уже остановился жестокий принц Штюрфрид, готовящий ночью нападение на дворец и похищение принцессы. «Глупец», благодаря своей хитрости, заманивает принца и всех его воинов-подчинённых в подвал, спаивает их и приказывает хозяину запереть их, а сам ложится спать. Ночью трактирщик хочет взять себе пёрышко от гуся, но тоже прилипает к нему.
Проснувшийся Клаус вспоминает королевский указ о том, что человек, рассмешивший грустную принцессу, получит её в жёны, а также пол-королевства в придачу. Совсем не из чувства корысти парень идёт смешить её. По дороге к гусю прилипают странствующие музыканты, жених, невеста, какой-то человек и крестьянин с ослом, а также королевский капитан. Придя во дворец, Клаус смешит принцессу, и та напоминает королю про обещание, но властитель не хочет отдавать дочь замуж за простолюдина. Однако дворец захватывает принц Штюрфрид. «Глупец» спасает королевскую казну и защищает принцессу от завоевателя, за что получает её руку и сердце.

## В ролях
- Каспар Эйхель — Клаус (дублировал Герман Качин)
- Карин Уговски — капризная принцесса (дублировала Мария Виноградова)
- Уве Детлеф-Ессен — Кунц (дублировал Владимир Ферапонтов)
- Петер Доммиш — Франц-неудачник (дублировал Юрий Саранцев)
- Ханц Шольц — король (дублировал Василий Нещипленко)
- Герхард Рахольд — принц Штюрфрид (дублировал Олег Мокшанцев)
- Герд Э. Шефер — господин придворный учёный (дублировал Виктор Файнлейб)
- Катарина Линд — Лиз (дублировала Зоя Земнухова)
- Ренате Уско — Грет (дублировала Нина Гребешкова)
- Фриц Шлегель — трактирщик (дублировал Яков Беленький)
- Карен Фредерсдорф — старушка, собирающая хворост (дублировала Александра Панова)
- Карл Ханц Оппель — 1-й музыкант
- Хорст Папке — 2-й музыкант
- Луц Эрдман  — 3-й музыкант